# Карло Джирометта
Карло Джирометта (італ. Carlo Girometta; 9 листопада 1913, Кастель-Сан-Джованні — 10 червня 1989, Кастель-Сан-Джованні) — італійський футболіст, нападник.
Насамперед відомий виступами за клуби «П'яченца» та «Брешія».

## Ігрова кар'єра
Народився 9 листопада 1913 року в місті Кастель-Сан-Джованні. Вихованець футбольної школи клубу «Олубра».
У дорослому футболі дебютував 1933 року виступами за команду клубу «П'яченца», в якій провів три сезони, взявши участь у 60 матчах чемпіонату. У складі «П'яченци» був одним з головних бомбардирів команди, маючи середню результативність на рівні 0,78 голу за гру першості.
Протягом 1936—1937 років захищав кольори команди клубу «Брешія».
Своєю грою за останню команду привернув увагу представників тренерського штабу клубу «Аталанта», до складу якого приєднався 1937 року. Відіграв за бергамський клуб наступні два сезони своєї ігрової кар'єри.
Згодом з 1939 по 1942 рік грав у складі команд клубів «Алессандрія», «Салернітана» та «Санремезе».
Завершив професійну ігрову кар'єру у нижчоліговому клубі «Олубра», за команду якого виступав протягом 1946—1949 років.
1936 року був включений до складу збірної Італії для участі у Олімпійських іграх 1936 року. На турнірі, що проходив у Берліні, італійці вибороли титул олімпійських чемпіонів, проте Джирометта на поле у рамках цього змагання не виходив. У подальшому також жодної офіційної гри за збірну не провів.
Помер 10 червня 1989 року на 76-му році життя у місті Кастель-Сан-Джованні.